# Station Schruns
Station Schruns is het eindstation van de Oostenrijkse Montafonerbahn. Het station ligt in het gelijknamige plaatsje en heeft twee perronsporen. Het station wordt op alle dagen tot 19.00 uur tweemaal per uur aangedaan door de S4 naar Bludenz. Na 19.00 uur rijdt die verbinding nog maar een keer per uur.